# Orange Trees
Orange Trees è un singolo della cantautrice britannica Marina, pubblicato il 22 marzo 2019 come quarto estratto dal suo quarto album in studio Love + Fear
Il brano è presente anche in versione acustica nell'EP successivo alla pubblicazione dell'album, Love + Fear (Acoustic), pubblicato in download digitale il 13 settembre 2019.

## Video musicale
Il video musicale del singolo è stato pubblicato il 22 marzo 2019. Diretto dalla regista britannica Sophie Muller, che aveva già in precedenza collaborato con Marina per il video del singolo Handmade Heaven, è stato registrato a Puerto Vallarta (Messico) in una residenza e in una spiaggia privata. Per il montaggio del video, è stato utilizzato un filtro colore che mette in risalto le tonalità arancioni.
Un ulteriore video, sempre diretto da Muller e registrato in verticale, è stato in seguito pubblicato il 12 aprile 2019.

## Tracce
Download digitale, streaming
1. Orange Trees – 3:08 (Erik Hassle, Jakob Jerlström, Marina Diamandis, Oscar Görres)

CD promozionale
1. Orange Trees – 3:08
2. Orange Trees (Bearson Remix) – 3:02
3. Orange Trees (Claptone Remix) – 2:47
4. Orange Trees (Danny Dove Remix) – 3:04
5. Orange Trees (Michael Goldwasser & Easy Star All-Stars Reggae Remix) – 3:01

Durata totale: 15:02
EP digitale
1. Orange Trees – 3:08 (Erik Hassle, Jakob Jerlström, Marina Diamandis, Oscar Görres)
2. Superstar – 3:54 (Ben Berger, Ryan McMahon, Ryan Rabin, Marina Diamandis, Sam de Jong)
3. Handmade Heaven – 3:30 (Marina Diamandis, Joel Little)

Durata totale: 10:32